# Адамчак, Стефан
Стефан Адамчак (пол. Stefan Adamczak; 27 ноября 1892 года, Мансфельд, Германская империя — сентябрь 1939 года, район Катовице, Польша) — польский легкоатлет, участник Олимпийских игр, хорунжий Войска Польского.
Родился в Германской империи. Получил образование слесаря. С 15 ноября 1913 до 13 декабря 1918 служил в немецкой армии. Участник I мировой войны, несколько раз был ранен, войну закончил в звании сержанта. В апреле 1919 переехал в Познань, где вступил в местную Народную Стражу. В качестве добровольца, 12 апреля 1919 перешёл в Войско Польское. В 1919—1921 принимал участие в боях польско-украинской и польско-советской войн, в качестве линейного сержанта 68. пехотного полка. 21 мая 1920 был ранен в бою под Крулевщизной. За мужество и храбрость во время войны, в 1922 был награждён Крестом Храбрых. 1 мая 1921 присвоен чин кадрового хорунжего. После прохождения обучения, в апреле 1921 года, стал инструктором Центральной военной школе гимнастики и спорта в Познани. В 1929—1938 был инструктором в Окружном отделе физической подготовки в Познани. С 1938 и до начала войны выполнял обязанности тренера по лёгкой атлетике в Катовице.
Спортивную карьеру начал ещё в 1911 году в клубе «Сокол» (Бохум). После переезда в Познань, с августа 1920, был членом ряда польских клубов — «Погонь» (Познань) 1920—1922; Пентатлон (Познань) 1923—1924; АЗС (Познань) 1925—1926 и 1931; АЗС (Варшава) 1927—1930 и «Варта» (Познань) 1932—1935. Специализировался в прыжках с шестом и десятиборье. Его личный рекорд в прыжках с шестом составлял 3.70 метра (14 сентября 1930, Брно).
Участник летних Олимпийских игр 1924 года в Париже. На играх не смог выполнить квалификационный результат 3.66 метров (взял 3.20 метров) и не вышел в финал. Итоговое место занял 15. В 1928 году не смог выступить на играх в Амстердаме, хотя усилено к ним готовился.
Десятикратный чемпион Польши:
- Прыжки с шестом — 1921, 1923, 1924, 1925, 1927, 1928, 1929, 1930, 1931
- Десятиборье — 1925

Дважды брал серебряные медали и трижды бронзовые. Кроме лёгкой атлетики увлекался футболом, фехтованием, баскетболом, теннисом и лыжами. В 1935 году закончил спортивную карьеру.
6 мая 1920 заключил брак с Хеленой Чарнецкой. У пары родилось трое сыновей: Станислав Стефан (р. 1922), Ежи Антони (р. 1931) и Стефан Зыгмунт (р. 1932).
В сентябре 1939 участвовал в обороне Катовице. Во время этих боёв пропал без вести.